# Brookesia bonsi
Brookesia bonsi is een hagedis uit de familie kameleons (Chamaeleonidae).

## Naam en indeling
Het is een van de kortstaartkameleons uit het geslacht Brookesia. De wetenschappelijke naam van de soort werd voor het eerst voorgesteld door Guy A. Ramanantsoa in 1980.
De soortaanduiding bonsi is een eerbetoon aan de Franse herpetoloog Jacques Bons (1933).

## Verspreiding en habitat
De kameleon komt endemisch voor in een klein gebied in het noordwestelijke deel van Madagaskar. De habitat bestaat uit de strooisellaag en lage delen van planten in dogere delen van tropische en subtropische bossen. De soort is aangetroffen op een hoogte van ongeveer 100 tot 200 meter boven zeeniveau.

## Beschermingsstatus
Door de internationale natuurbeschermingsorganisatie IUCN is de beschermingsstatus 'ernstig bedreigd' toegewezen (Critically Endangered of CR).